# 크리스토퍼 칼리
크리스토퍼 칼리(Christopher Carley, 1978년 5월 31일 ~ )는 미국의 배우, 연극 배우, 텔레비전 배우, 영화배우이다. 멕시코시티에서 태어났다.

## 영화
- 미스 노바디 (2010년)
- 그랜 토리노 (2008년) - 자노비치 신부 역
- 로스트 라이언즈 (2007년)
- 스튜디오 60 (2006년)
- 뒷자리 (2005년)
- 가든 스테이트 (2004년)
- 콜린 피츠 살아있다! (1997년)